# Шангај мастерс
Шангај мастерс (познат и по спонзорском имену Rolex Shanghai Masters) је тениски турнир за мушкарце из АТП мастерс 1000 серије. Игра се на отвореним теренима са тврдом подлогом. Једини је мастерс турнир који се игра ван Европе и Северне Америке.
Одржава се сваке године у октобру на Ћиџунг стадиону у Шангају који прима 13.880 гледалаца. На њему је од 2005. до 2008. игран Тенис мастерс куп.
У првих пет издања (2009–2013) мастерс у Шангају је проглашаван за АТП мастерс 1000 турнир године, по гласању самих тенисера.
Новак Ђоковић је рекордер по броју освојених титула у појединачној конкуренцији са четири освојена турнира.

## Поени и новчана награда (2019)
|             |                 | П           | Ф         | ПФ        | ЧФ        | 3К       | 2К       | 1К       | КВ | КВ2      | КВ1     |
| Појединачно | Поени           | 1000        | 600       | 360       | 180       | 90       | 45       | 10       | 25 | 16       | 0       |
| Појединачно | Новчана награда | 1.374.995 $ | 696.000 $ | 357.000 $ | 184.000 $ | 92.175 $ | 48.275 $ | 27.205 $ | –  | 10.405 $ | 5.205 $ |
| Парови      | Поени           | 1000        | 600       | 360       | 180       | –        | 90       | 0        | –  | –        | –       |
| Парови      | Новчана награда | 408.840 $   | 199.520 $ | 100.000 $ | 50.950 $  | –        | 26.870 $ | 14.390 $ | –  | –        | –       |

Извор:

## Протекла финала

### Појединачно
| Година | Победник                              | Финалиста                             | Резултат                              |
| ------ | ------------------------------------- | ------------------------------------- | ------------------------------------- |
| 2009.  | Николај Давиденко                     | Рафаел Надал                          | 7:6(7:3), 6:3                         |
| 2010.  | Енди Мари                             | Роџер Федерер                         | 6:3, 6:2                              |
| 2011.  | Енди Мари (2)                         | Давид Ферер                           | 7:5, 6:4                              |
| 2012.  | Новак Ђоковић                         | Енди Мари                             | 5:7, 7:6(13:11), 6:3                  |
| 2013.  | Новак Ђоковић (2)                     | Хуан Мартин дел Потро                 | 6:1, 3:6, 7:6(7:3)                    |
| 2014.  | Роџер Федерер                         | Жил Симон                             | 7:6(8:6), 7:6(7:2)                    |
| 2015.  | Новак Ђоковић (3)                     | Жо-Вилфрид Цонга                      | 6:2, 6:4                              |
| 2016.  | Енди Мари (3)                         | Роберто Баутиста Агут                 | 7:6(7:1), 6:1                         |
| 2017.  | Роџер Федерер (2)                     | Рафаел Надал                          | 6:4, 6:3                              |
| 2018.  | Новак Ђоковић (4)                     | Борна Ћорић                           | 6:3, 6:4                              |
| 2019.  | Данил Медведев                        | Александар Зверев                     | 6:4, 6:1                              |
| 2020.  | није играно — пандемија вируса корона | није играно — пандемија вируса корона | није играно — пандемија вируса корона |
| 2021.  | није играно — пандемија вируса корона | није играно — пандемија вируса корона | није играно — пандемија вируса корона |
| 2022.  | није играно — пандемија вируса корона | није играно — пандемија вируса корона | није играно — пандемија вируса корона |
| 2023.  | Хуберт Хуркач                         | Андреј Рубљов                         | 6:3, 3:6, 7:6(10:8)                   |
| 2024.  | Јаник Синер                           | Новак Ђоковић                         | 7:6(7:4), 6:3                         |

### Парови
| Година | Победници                             | Финалисти                             | Резултат                              |
| ------ | ------------------------------------- | ------------------------------------- | ------------------------------------- |
| 2009.  | Жилијен Бенето Жо-Вилфрид Цонга       | Маријуш Фирстенберг Марћин Матковски  | 6:2, 6:4                              |
| 2010.  | Јирген Мелцер Леандер Паес            | Маријуш Фирстенберг Марћин Матковски  | 7:5, 4:6, [10:5]                      |
| 2011.  | Макс Мирни Данијел Нестор             | Микаел Љодра Ненад Зимоњић            | 3:6, 6:1, [12:10]                     |
| 2012.  | Леандер Паес (2) Радек Штјепанек      | Махеш Бупати Рохан Бопана             | 6:7(7:9), 6:3, [10:5]                 |
| 2013.  | Иван Додиг Марсело Мело               | Давид Мареро Фернандо Вердаско        | 7:6(7:2), 6:7(6:8), [10:2]            |
| 2014.  | Боб Брајан Мајк Брајан                | Жилијен Бенето Едуар Роже-Васелен     | 6:3, 7:6(7:3)                         |
| 2015.  | Равен Класен Марсело Мело (2)         | Симоне Болели Фабио Фоњини            | 6:3, 6:3                              |
| 2016.  | Џон Изнер Џек Сок                     | Хенри Континен Џон Пирс               | 6:4, 6:4                              |
| 2017.  | Хенри Континен Џон Пирс               | Лукаш Кубот Марсело Мело              | 6:4, 6:2                              |
| 2018.  | Лукаш Кубот Марсело Мело (3)          | Џејми Мари Бруно Соарес               | 6:4, 6:2                              |
| 2019.  | Мате Павић Бруно Соарес               | Лукаш Кубот Марсело Мело              | 6:4, 6:2                              |
| 2020.  | није играно — пандемија вируса корона | није играно — пандемија вируса корона | није играно — пандемија вируса корона |
| 2021.  | није играно — пандемија вируса корона | није играно — пандемија вируса корона | није играно — пандемија вируса корона |
| 2022.  | није играно — пандемија вируса корона | није играно — пандемија вируса корона | није играно — пандемија вируса корона |
| 2023.  | Марсел Гранољерс Орасио Зебаљос       | Рохан Бопана Метју Ебден              | 5:7, 6:2, [10:7]                      |
| 2024.  | Весли Кулхоф Никола Мектић            | Максимо Гонзалес Андрес Молтени       | 6:4, 6:4                              |

## Рекорди

### Највише титула у појединачној конкуренцији
- Новак Ђоковић: 4 (2012, 2013, 2015, 2018)

### Највише титула у конкуренцији парова
- Марсело Мело: 3 (2013, 2015, 2018)

### Најстарији победник у појединачној конкуренцији
- Роџер Федерер: 36 година (2017)

### Најмлађи победник у појединачној конкуренцији
- Енди Мари: 23 године (2010)

### Најниже рангирани шампион
- Николај Давиденко: 8. место на АТП листи (2009)

### Највише добијених мечева
- Новак Ђоковић: 32

Извор: